# Sanlúcar la Mayor (Gerichtsbezirk)
Der Gerichtsbezirk Sanlúcar la Mayor ist einer der 15 Gerichtsbezirke in der Provinz Sevilla.
Der Bezirk umfasst 16 Gemeinden auf einer Fläche von 1.215,90 km² mit dem Hauptquartier in Sanlúcar la Mayor.

## Gemeinden
| Gemeinde                         | Einwohner (2024) | Fläche km² | Dichte Einw./km² | Cod INE | Postleitzahl |
| -------------------------------- | ---------------- | ---------- | ---------------- | ------- | ------------ |
| Albaida del Aljarafe             | 3.223            | 10,93      | 295              | 41003   | 41809        |
| Aznalcázar                       | 4.886            | 449,84     | 11               | 41012   | 41849        |
| Aznalcóllar                      | 6.079            | 198,96     | 31               | 41013   | 41870        |
| Benacazón                        | 7.358            | 32,16      | 229              | 41015   | 41805        |
| Bollullos de la Mitación         | 11.251           | 62,36      | 180              | 41016   | 41110        |
| Carrión de los Céspedes          | 2.617            | 6,01       | 435              | 41025   | 41820        |
| Castilleja del Campo             | 612              | 16,22      | 38               | 41030   | 41810        |
| Espartinas                       | 16.482           | 22,74      | 725              | 41040   | 41730        |
| Huévar del Aljarafe              | 3.360            | 57,58      | 58               | 41051   | 41830        |
| Olivares                         | 9.504            | 45,53      | 209              | 41067   | 41804        |
| Pilas                            | 14.105           | 45,94      | 307              | 41075   | 41840        |
| Salteras                         | 5.580            | 57,46      | 97               | 41085   | 41909        |
| Sanlúcar la Mayor                | 14.375           | 135,41     | 106              | 41087   | 41800        |
| Umbrete                          | 9.394            | 12,39      | 758              | 41094   | 41806        |
| Villamanrique de la Condesa      | 4.677            | 57,67      | 81               | 41097   | 41850        |
| Villanueva del Ariscal           | 6.938            | 4,70       | 1.476            | 41098   | 41808        |
| Gerichtsbezirk Sanlúcar la Mayor | 120.441          | 1.215,90   | 99               | –       | –            |